# Isaac Shelby
Isaac Shelby (11 de Dezembro de 1750 - 18 de Julho de 1826) foi um soldado americano (1792 até 1796), primeiro (1792 até 1796) e quinto (1812 até 1816) governador do estado norte-americano do Kentucky .

## Biografia
Nascido na cidade de Frederick County, Maryland, próximo a Hagerstown, filho de Evan Shelby e Letitia (Cox) Shelby. Sua família se mudou para o oeste da Virgínia em 1772 e administrou um posto de troca. Ele foi tenente na Guerra de Lorde Dunmore em 1774. No ano seguinte, explorou terras no Kentucky e se estabeleceu ali em 1776. Durante a Revolução Americana (1775–1783), Patrick Henry, governador da Virgínia, designou Shelby para garantir provisões para o exército na fronteira. Ele foi eleito pela legislatura da Virgínia em 1780. Junto com James Williams e Elijah Clarke, Shelby liderou um grupo de militares (o Overmountain Men) de Fort Watauga (atual cidade de Carter County, Tennessee, próximo a Elizabethton) para vencer a Batalha do Moinho Musgrove em 18 de Agosto de 1780. Por garantir a posição defensiva nas margens do Rio Enoree (no noroeste da Carolina do Sul), Shelby, Williams, e Clarke conseguiram derrotar duzentos Legalistas Britânicos e trezentos soldados da linha de batalha (um exército maior do que aquele que lideravam).
Em 26 de Setembro de 1780, a maior parte do Overmountain Men se reuniu novamente em Fort Watauga e formou um exército de soldados sob comando de John Sevier (que mais tarde foi eleito como o primeiro governador do Tennessee) e Isaac Shelby. Dias depois, essas tropas patriotas passaram pelas Montanhas Appalachian (próximo às atuais Montanhas Roan, Tennessee) e, por diversas vezes, enfrentaram o Exército Britânico na Batalha da Montanha King (Kings Mountain) – uma batalha considerada crucial para a Revolução Americana.
Shelby se estabeleceu na Carolina do Norte e foi eleito duas vezes para essa legislatura.
Em 1783, Shelby retornou ao Kentucky, onde se casou com Susannah Hart. Ele pertenceu ao primeiro Conselho de Administração do Centre College (Danville, Kentucky), e é considerado um fundador da cidade de Frankfort, Kentucky.
O Governador Shelby é reconhecido como o primeiro e único governador a liderar um exército estadual em batalha. Em memória a isso, as tropas da Trigésima Oitava Divisão de Infantaria do Kentucky, durante preparação para a Primeira Guerra Mundial, deram o nome de Acampamento Militar Shelby ao seu campo de treinamento no Mississippi.
Uma lenda popular diz que os dois homens na imagem central da Bandeira do Kentucky (um vestido com um casaco, outro com calça de couro) são, ambos, Isaac Shelby, retratado como líder político e como sertanejo e líder militar.

## Carreira Política
Quando o Kentucky se estabeleceu como estado dos EUA, Shelby foi eleito seu primeiro governador. Uma de suas principais preocupações foi assegurar ajuda federal para defender a fronteira. Ele também trabalhou pela livre navegação no Rio Mississippi. Na época, a Constituição do Kentucky impedia que um governador cumprisse dois mandatos consecutivos. Ao final de seu primeiro mandato, ele se mudou para sua fazenda em Lincoln County, Kentucky. Em 1812, Shelby mais uma vez se candidatou a governador e se reelegeu.
O General William Henry Harrison convocou voluntários para seu exército do noroeste no Kentucky durante a Guerra de 1812 e pediu pessoalmente ao governador Shelby para liderar uma unidade no Kentucky. Shelby, conhecido como o “Velho Rei da Montanha” entre suas tropas, liderou os kentuckianos na Batalha do Thames.
O presidente dos EUA James Monroe ofereceu a Shelby em 1816 (após cumprir o mandato de governador) o cargo de Secretário de Guerra, mas ele recusou.

## Falecimento
Isaac Shelby morreu em sua casa (Lincoln County), na capanhia de seus familiares.

## Denominações em memória a Shelby
| - Condado de Shelby (Alabama) - Condado de Shelby (Illinois) - Condado de Shelby (Indiana) - Condado de Shelby (Iowa) - Condado de Shelby (Kentucky) - Shelby (Michigan) - Condado de Shelby (Missouri - Shelby (Carolina do Norte) - Shelby (Ohio) - Condado de Shelby (Ohio) - Condado de Shelby (Tennessee) | - Condado de Shelby (Texas) - Shelbyville (Illinois) - Shelbyville (Indiana) - Shelbyville (Kentucky) - Shelbyville (Michigan) - Shelbyville (Missouri) - Shelbyville (Tennessee) - Shelbyville (Texas) - Camp Shelby (Mississippi) - Fort Shelby (Michigan) - Fort Shelby (Wisconsin) |